# Lapptjärnarna, Ångermanland
Lapptjärnarna är en sjö i Kramfors kommun i Ångermanland och ingår i Ångermanälven-Gådeåns kustområde. Lapptjärnarna ligger i Sör-Lappmyran Natura 2000-område.